# 魏尚进
魏尚进，是美籍华人经济学家，国际金融、国际贸易、政府治理和改革、中国经济以及宏观经济学为其主要研究领域。2007年至今担任哥伦比亚大学商学院讲座教授。2014年8月-2016年8月担任亚洲开发银行首席经济学家，领导经济研究与区域合作局并担任亚开行评论经济问题的发言人。他曾任美国全国经济研究所中国经济研究组主任、美国布鲁金斯学会高级研究员、世界银行顾问等职务。
2019年与林毅夫共同获得“当代经济学奖”，共享200万人民币奖金。之前获得过孙晔方经济学奖、张培刚发展经济学奖等。

## 生平
出生在中国上海，1986年本科毕业于上海复旦大学世界经济专业。后留学美国获得宾夕法尼亚州立大学经济学硕士学位和加州大学伯克利分校商业管理硕士，1992年取得加州大学伯克利分校经济学博士学位。1992年至2000年先后担任哈佛大学肯尼迪学院公共政策助理教授与副教授，是哈佛大学第一位出生于中华人民共和国的经济类正式教师。
魏尚进从1980年代至今一直专注于中国经济的研究，被冠以“中国专家”。一位熟知魏尚进的哥伦比亚大学经济学者表示，魏尚进进入亚开行，“一方面说明这个过去被日本所主导的机构更重视中国经济的发展，但另一方面也显示出魏与中国经济决策者的良好互动。”